# Antdorf
Antdorf – miejscowość i gmina w Niemczech, w kraju związkowym Bawaria, w rejencji Górna Bawaria, w regionie Oberland, w powiecie Weilheim-Schongau, wchodzi w skład wspólnoty administracyjnej Habach. Leży około 15 km na południowy wschód od Weilheim in Oberbayern, przy autostradzie A95.

## Demografia
| Rok  | Liczba mieszk. |
| ---- | -------------- |
| 1970 | 784            |
| 1987 | 927            |
| 2000 | 1 059          |
| 2005 | 1 105          |

### Struktura wiekowa
Dane o ludności z 31 grudnia 2008:
| Opis                                | Ogółem | Ogółem | Kobiety | Kobiety | Mężczyźni | Mężczyźni |
| ----------------------------------- | ------ | ------ | ------- | ------- | --------- | --------- |
| Jednostka                           | osób   | %      | osób    | %       | osób      | %         |
| Populacja                           | 1137   | 100    | 571     | 50,22   | 566       | 49,78     |
| Wiek przedprodukcyjny (0–17 lat)    | 227    | 19,96  | 115     | 10,11   | 112       | 9,85      |
| Wiek produkcyjny (18–65 lat)        | 712    | 62,62  | 352     | 30,96   | 360       | 31,66     |
| Wiek poprodukcyjny (powyżej 65 lat) | 198    | 17,41  | 104     | 9,15    | 94        | 8,27      |

## Polityka
Wójtem gminy jest Paul Frech junior, rada gminy składa się z 12 osób.
|      | UWG | Razem |
| 2008 | 12  | 12    |
| 2002 | 12  | 12    |

## Oświata
W gminie znajduje się przedszkole.